# 정궈샹
쩡궈샹(증국상, 중국어 간체자: 曾国祥, 정체자: 曾國祥, 병음: Zeng Guoxiang, 1979년 11월 8일 ~ )은 홍콩의 배우 및 영화 감독이며, 하카계 출신이다.
홍콩에서 출생하였으며 지난날 한때 중화인민공화국 광둥 성 광저우에서 잠시 유아기를 보낸 적이 있는 그는 3세 시절 이후 홍콩에서 성장하였다. 그는 사랑의 화법이라는 영화를 총감독하였다.

## 출연 작품
영화
- 2012년 《도둑들》 ... 조니 역
- 2010년 《걸스》
- 2010년 《전도》
- 2009년 《유다리아일호》
- 2009년 《기동부대-절로》
- 2009년 《친밀》
- 2007년 《드래곤 보이즈》
- 2007년 《단신부락》
- 2007년 《희왕지왕》
- 2006년 《소심안》
- 2006년 《흑백도》
- 2006년 《이사벨라》
- 2006년 《위다웃워즈》
- 2005년 《반취인간》
- 2005년 《소심안》
- 2004년 《주락원》
- 2003년 《대장부》
- 2001년 《유령정서》

## 연출 작품
영화
- 2010년 《사야기담유령정서》... 연출
- 2010년 《사랑의 화법》... 편집, 연출
- 2009년 《유다리아일호》... 기획, 각본
- 2006년 《이사벨라》... 각본
- 2016년 《안녕, 나의 소울메이트》
- 2019년 《소년시절의 너》